# افزان
افزان (به فرانسوی: Avezan) یک کمون در فرانسه است که در canton of Saint-Clar واقع شده‌است. افزان ۵٫۶۶ کیلومتر مربع مساحت دارد ۱۷۰ متر بالاتر از سطح دریا واقع شده‌است.